# Esbat
Esbat – termin przypisywany brytyjskiej antropolog Margaret Murray, który pojawia się w jej książce The Witch-cult in Western Europe (1921). Esbaty to święta lunarne (np. pełnie księżyca) celebrowane przez wiccan. W zależności od kowenu esbaty zwoływane są co miesiąc, ale mogą zbierać się częściej, np. podczas cyklu "Księżyca Rosnącego" lub "Księżyca Malejącego".